# Воля-Рациборовська
Воля-Рациборовська (пол. Wola Raciborowska) — село в Польщі, у гміні Стшельці Кутновського повіту Лодзинського воєводства.
Населення — 160 осіб (2011).
У 1975-1998 роках село належало до Плоцького воєводства.

## Демографія
Демографічна структура станом на 31 березня 2011 року:
|          | Загалом | Допрацездатний вік | Працездатний вік | Постпрацездатний вік |
| -------- | ------- | ------------------ | ---------------- | -------------------- |
| Чоловіки | 83      | 15                 | 53               | 15                   |
| Жінки    | 77      | 12                 | 42               | 23                   |
| Разом    | 160     | 27                 | 95               | 38                   |